# Johan Valentinsson Wefwer
Johan Valentinsson Wefwer (Weber), mästare 1672 i Linköping, död den 28 oktober 1705; konsthantverkare & silversmed i Linköping.

## Biografi
Johan Valentinsson Wefwer kom 1659 i lära hos fadern Valentin Lennartsson Wefwer (1609-1671), blev gesäll 1662 och mästare 1672 i Linköping under ämbetet i Norrköping.
Johan blev rådman 1680 och stadskassör. Han avled 1705.

## Verk
- Linköpings domkyrka, Östergötland: Vinkanna 1681
- Konungsunds kyrka, Östergötland: Vinkanna 1682
- Viby kyrka, Östergötland: Oblatask 1688
- Hallwylska museet, Stockholm: Skål 1693
- Sankta Gertruds kyrka, Västervik: Ljusstakar 1696
- Kulturhistoriska föreningen för södra Sverige, Lund: Sked
- Sankt Johannes kyrka, Norrköping: Oblatask
- Ösmo kyrka, Södermanland: Ljusstakar
- Nordiska museet, Stockholm: Dryckeskanna och bägare[2]
- Nationalmuseum[3]
- Stjärntorps kyrka, oblatask[4]